# Rogel de Grecia
Rogel de Grecia es un libro de caballerías español del siglo XVI, undécimo del ciclo de Amadís de Gaula, escrito por Feliciano de Silva. Es continuación del décimo, Florisel de Niquea, por lo cual se le conoce también como Tercera Parte de Don Florisel de Niquea, dividida en dos libros. En ella se contiene el relato de las aventuras y amores de don Rogel de Grecia, hijo de don Florisel de Niquea; su hermano Anaxartes (hijo de Amadís de Grecia y la reina Zahara) y otros caballeros. 

## Ediciones
La obra, dividida en 170 capítulos, fue impresa por primera vez en Medina del Campo en 1535, al parecer por Pierres Tovans, y reimpresa en Sevilla en 1546 por Juan Cromberger, en 1551 también en Sevilla por Jacobo Cromberger y en Évora, sin año conocido, por los herederos de Andrés de Burgos. 

## Argumento
Los primeros capítulos de la obra se dedican a Florarlán de Tracia, hijo de Florisel de Niquea, que sin conocer su ascendencia es armado caballero por su abuelo Amadís de Grecia y se embarca hacia la ínsula de Guindaya, cuya reina Sidonia, engañada por Florisel, ha ofrecido la mano de su hija Diana a quien le traiga la cabeza del burlador. Agesilao, hijo de Falanges de Astra y Alastraxerea, se enamora de Diana al ver su retrato y parte a Guindaya con su primo Arlanges, hijo de Anaxartes y Oriana. Ambos se disfrazan de doncellas guerreras y bajo los nombres de Daraida y Garaya entran en el séquito de Diana, a quien su madre tiene reclusa y encantada en una torre. Muchos caballeros llegan a Guindaya para tratar de lograr la mano de Diana y también probar la aventura de un edificio mágico donde están recluidos Rosarán, hijo de Perión de Gaula, y su amada Silverna. Niquea, esposa de Amadís de Grecia, es apresada en la ínsula de Gazén, donde a luz una hija llamada Fortuna. Amadís de Grecia va en su demanda pero encuentra a su antigua Lucela, princesa de Sicilia, y creyendo que Niquea ha muerto, le declara su amor, que ella rechaza. Por su parte, su hijo Florisel de Niquea libera a su tía Silvia, esposa del soldán Anastarax de Niquea, y a su hija Leonida, cautivas en la ínsula de Garia. Poco después, los tres encuentran a Anastarax y a su hijo Filisel de Monte Espín, pero todos juntos son víctimas de una trampa y caen en la misma prisión donde se hallan Niquea, Fortuna y la infanta Anaxara.Las supuestas Garaya (Arlanges) y Daraida (Agesilao) salen de Guindaya. Arlanges sigue a Cleófila, reina de Lemos, le revela su identidad y le declara su amor. Agesilao intenta ayudar a una doncella a romper un encantamiento en el reino de Tesalia y durante su ausencia Diana descubre su identidad y se enamora de él. Mientras tanto, Falanges de Astra y Alastraxerea parten de la isla de Colcos en busca de sus familiares desaparecidos, mientras que su sobrino Rogel de Grecia sale de Trapisonda con rumbo a Guindaya. Los tres se encuentran de casualidad en la ínsula de Gazén y liberan a los que estaban prisioneros allí. Siguen su viaje y son atraídos por encantamiento a la ínsula No Hallada, ya que Alquife y Urganda la Desconocida tenían decidido que con la llegada de Rogel y Leonida se pudiera romper el encantamiento en el que estaban Amadís de Gaula y Oriana, como en efecto ocurre. Amadís de Grecia tenía ya siete años de vivir en la ínsula Despoblada con Finistea, con la cual, como consecuencia de un encantamiento, ha tenido un hijo llamado Silves de la Selva. Un naufragio hace llegar a la ínsula a Florisel de Niquea y sus compañeros. Parten todos hacia Guindaya y de allí a Constantinopla, donde todos los descendientes de Amadís beben un filtro de Urganda que les otorga juventud. Florisel ha derrotado a los muchos caballeros que pretendían cumplir el designio de Sidonia, y aunque esta intenta que Daraida (Agesilao) se enfrente con aquel, el joven logra reconciliarlos. Guindaya se ve asediada por los enemigos de Sidonia, pero los príncipes griegos la salvan. Durante la batalla, Daraida (Agesilao), logra romper el encantamiento de Diana y revela públicamente su identidad. Terminada la guerra, se celebran las bodas. Mientras tanto, Rogel, Florarlán de Tracia, Brianges de Boecia (hijo de Zahir de Trapisonda, un hermano menor de Amadís de Grecia) y otros jóvenes caballeros buscaban aventuras por el mundo.

## Continuaciones
La obra concluye con la habitual promesa de una continuación. En realidad tuvo tres:
- En 1546 Pedro de Luján publicó una con el nombre de Silves de la Selva.
- En 1551 el propio Feliciano de Silva, pasando por alto la obra de Pedro de Luján, publicó su propia continuación con el nombre de Cuarta Parte de Don Florisel de Niquea, que fue el último libro de la serie de Amadís de Gaula en español.
- En 1564 Mambrino Roseo publicó en Venecia una Aggiunta al secondo volume di don Rogello di Grecia (Adjunta al segundo volumen de don Rogel de Grecia), cuya acción se intercala entre el Rogel y el Silves de la Selva.

## Traducciones
El Rogel de Grecia fue traducido al italiano por Mambrino Roseo, quien realizó algunos cambios en el texto, y se publicó por primera vez en Venecia en 1551. 
La obra también fue traducida al francés y publicada como dos libros diferentes, que constituyen los libros XI y XII del ciclo amadisiano francés. La primera mitad de la obra la tradujo el médico, abogado y alquimista Jacques Gohory y se publicó en París en 1554, y la segunda la tradujo Guillaume Aubert, abogado real de los tesoreros de Francia y autor de una Historia de las cruzadas, y se publicó también en París en 1555. Estas versiones no fueron demasiado fieles, ya que los traductores suprimieron algunos personajes y episodios e introdujeron otros de su propia cosecha. Esta versión en dos libros fue traducida al alemán como parte del ciclo de Amadís de Francia (1574), y al neerlandés (1598). 